# Procès des sorcières de Wurtzbourg

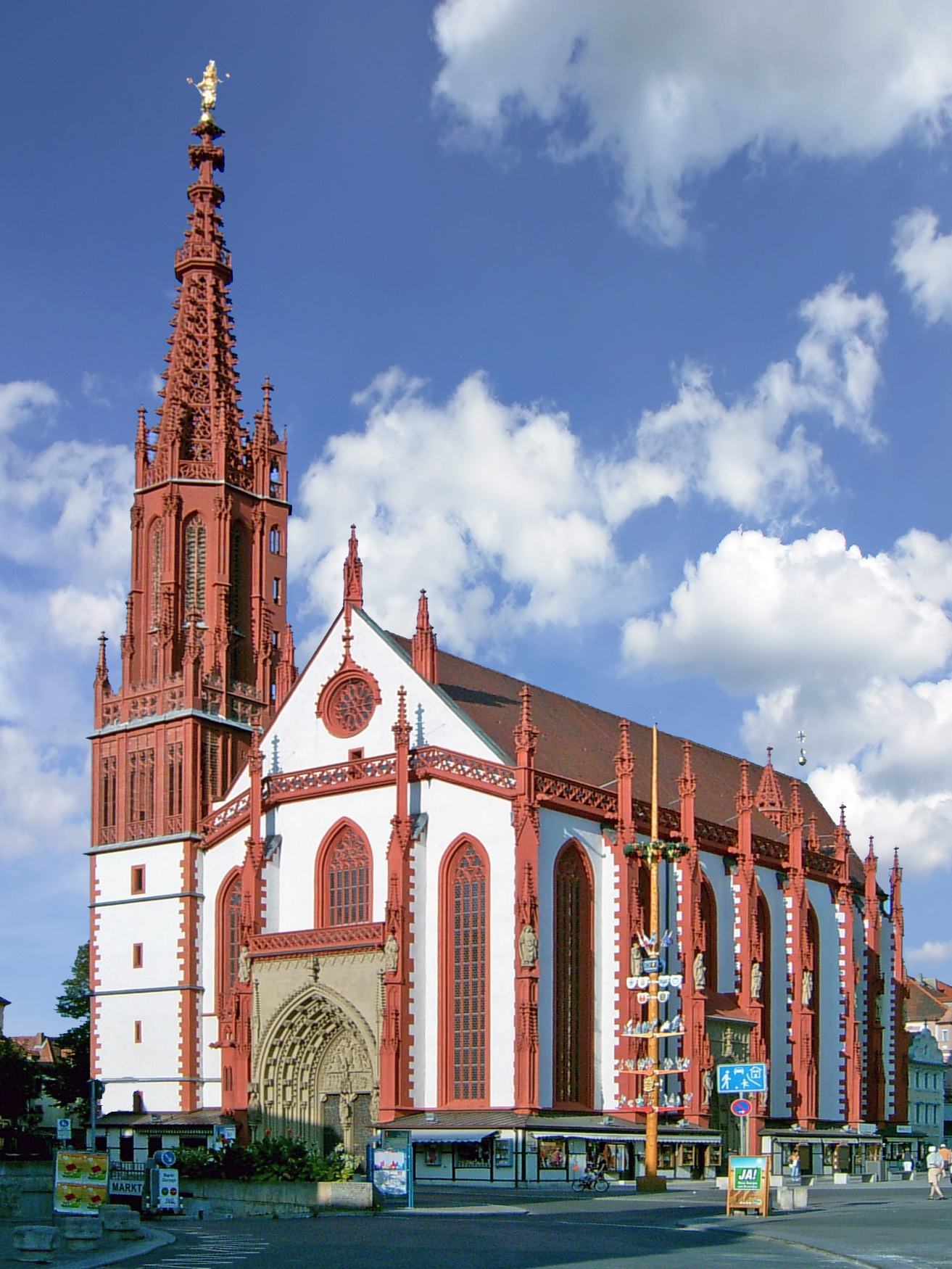
La chapelle Sainte-Marie de Wurtzbourg

Le procès des sorcières de Wurtzbourg se déroule entre la fin du XVIe siècle et le début du XVIIe siècle.
La majorité de ces procès ont eu lieu sous le prince-évêque Jules Echter von Mespelbrunn entre 1573 et 1617 puis ils continuent sous le règne de son neveu Philipp Adolf von Ehrenberg entre 1626 et 1630. Ils sont ensuite annulés par la Chambre impériale. Leur supercherie est ensuite démontrée par son successeur Franz von Hatzfeld. Puis ils sont interdits par Jean-Philippe de Schönborn.
On estime que dans l'évêché de Wurtzbourg, 900 personnes ont été brûlées, dont 200 dans la ville.
La chasse aux sorcières concerne des personnes de toutes les classes : les nobles, les conseillers et les maires ont été brûlés aux côtés de gens ordinaires. Un cinquième des condamnés sont des prêtres et des religieux.
Une telle persécution a lieu aussi dans tout le sud de l'Allemagne : Bamberg, Eichstätt, Électorat de Mayence, Ellwangen...
La plupart des exécutions se déroulent sur la place du marché à côté de la chapelle Sainte-Marie. Les restes du bûcher sont redécouverts dans les années 1970 lors de travaux d'excavation pour un parking souterrain. Un autre lieu d'exécution était l'entrée sud de la muraille de la ville.